# Raptor Lake
Raptor Lake és el nom en clau d'Intel per a les generacions 13 i 14 de processadors Intel Core basats en una arquitectura híbrida, que utilitza nuclis de rendiment Raptor Cove i nuclis eficients Gracemont. Igual que Alder Lake, Raptor Lake es fabrica mitjançant el procés Intel 7 d'Intel. Raptor Lake inclou fins a 24 nuclis (8 nuclis de rendiment més 16 nuclis d'eficiència) i 32 fils i és compatible amb els sistemes Alder Lake (LGA 1700, BGA 1744, BGA 1964). Com les generacions anteriors, els processadors Raptor Lake també necessiten chipsets acompanyats.
Raptor Lake es va llançar el 20 d'octubre de 2022. El 3 de gener de 2023 al CES 2023, Intel va anunciar CPU d'escriptori i CPU mòbils addicionals. La 14a generació es va llançar el 17 d'octubre de 2023.
El portaveu d'Intel va revelar que Raptor Lake es va crear per beneficiar-se de les millores dels processos abans que arribés Meteor Lake, ja que és probable que la propera microarquitectura es retardés.
Raptor Lake competeix amb la sèrie AMD Ryzen 7000 que es va llançar aproximadament un mes abans el 27 de setembre de 2022.
El Raptor Lake Refresh de 14a generació és l'última família de processadors que utilitza l'antic esquema de marca Core i.
El 14 de desembre de 2023, Intel va anunciar la sèrie Xeon E-2400 basada en Raptor Cove per a servidors d'entrada.

## Característiques

### CPU
- Fins a 24 nuclis:
  - Fins a 8 nuclis de rendiment Raptor Cove (nucli P)
  - Fins a 16 nuclis d'eficiència Gracemont (E-core) en clústers de 4 nuclis
- La memòria cau L2 per al nucli P va augmentar a 2 MB i per al clúster E-core a 4 MB
- Fins a 36 MB de memòria cau L3
  - 3 MB per nucli P
  - 3 MB per clúster E-core
- Tecnologia d'optimització del rendiment d'aplicacions (només de 14a generació)

### GPU
- Fins a 96 unitats d'execució
- Microarquitectura Intel Xe-LP
- Freqüència de fins a 1,65 GHz
- Fins a 4 pantalles

### .
- Fins a DDR5 -5600 i LPDDR5X -6400
- Memòria de doble canal, 2 DPC, fins a 4 DIMM en total
- Suport XMP 3.0
- Fins a 28 carrils PCI Express 5.0, inclosos 8 dedicats a la interfície multimèdia directa
  - des de la CPU: x16 PCIe 5.0, x4 PCIe 4.0, x8 DMI 4.0
  - des de PCH: x8 PCIe 4.0
- Suport integrat per Thunderbolt 4 i WiFi 6E
  - Compatible amb Platform Controller Hub en processadors d'escriptori
  - Admet directament la CPU en processadors mòbils no HX
  - No hi ha suport als processadors mòbils HX, es pot afegir mitjançant un controlador extern

### Tecnologia
- Transistors Intel SuperFin de tercera generació
- Augment de les freqüències màximes dels nuclis P i E
- Augment de l'eficiència energètica[15]